# Maison au 6, impasse Léopold à Neuwiller-lès-Saverne
La maison au 6, impasse Léopold est un monument historique situé à Neuwiller-lès-Saverne, dans le département français du Bas-Rhin.

## Localisation
Ce bâtiment est situé au 6, impasse Léopold (anciennement 104) à Neuwiller-lès-Saverne.

## Historique
L'édifice fait l'objet d'une inscription au titre des monuments historiques depuis 1934.

## Architecture

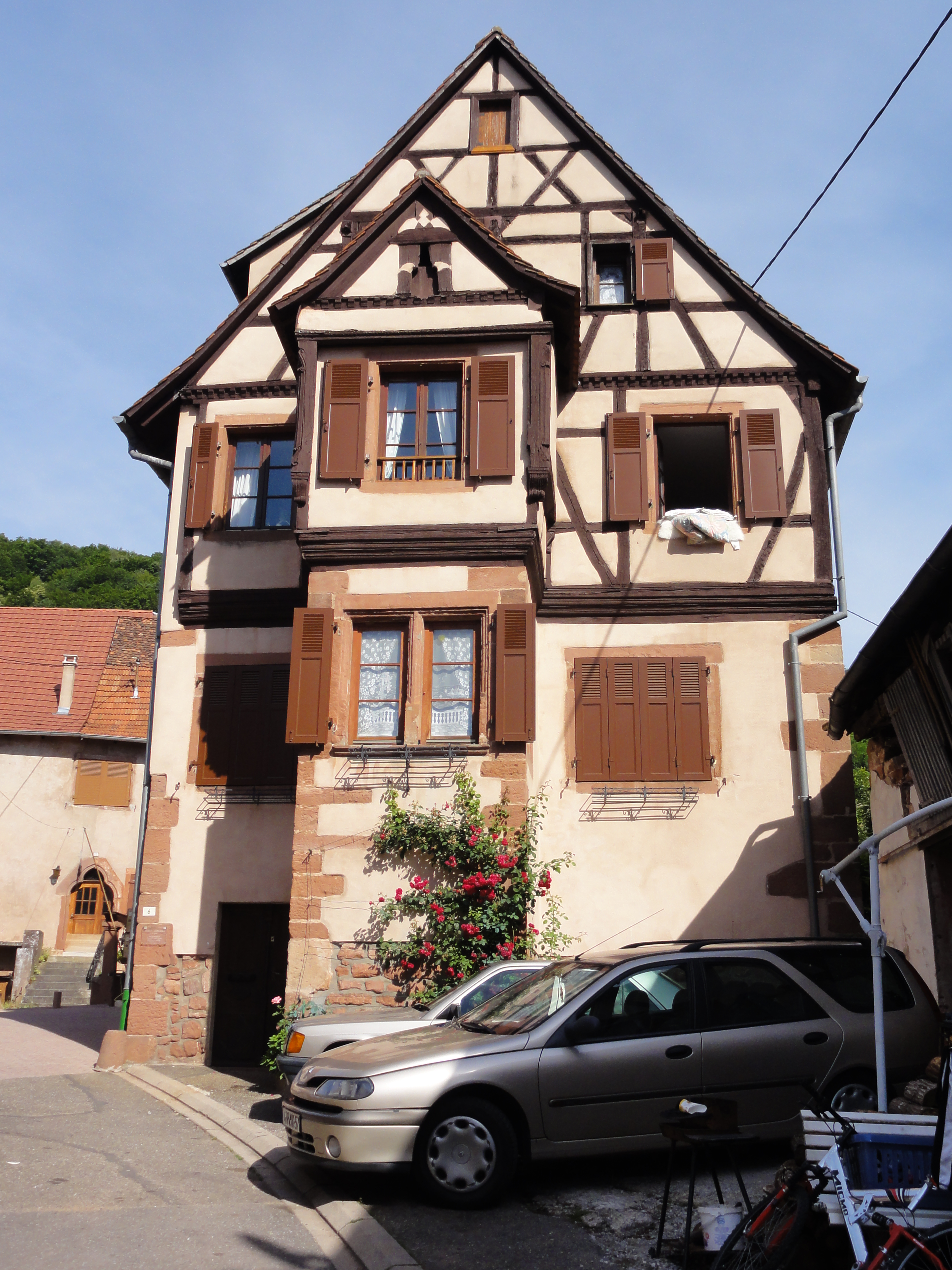
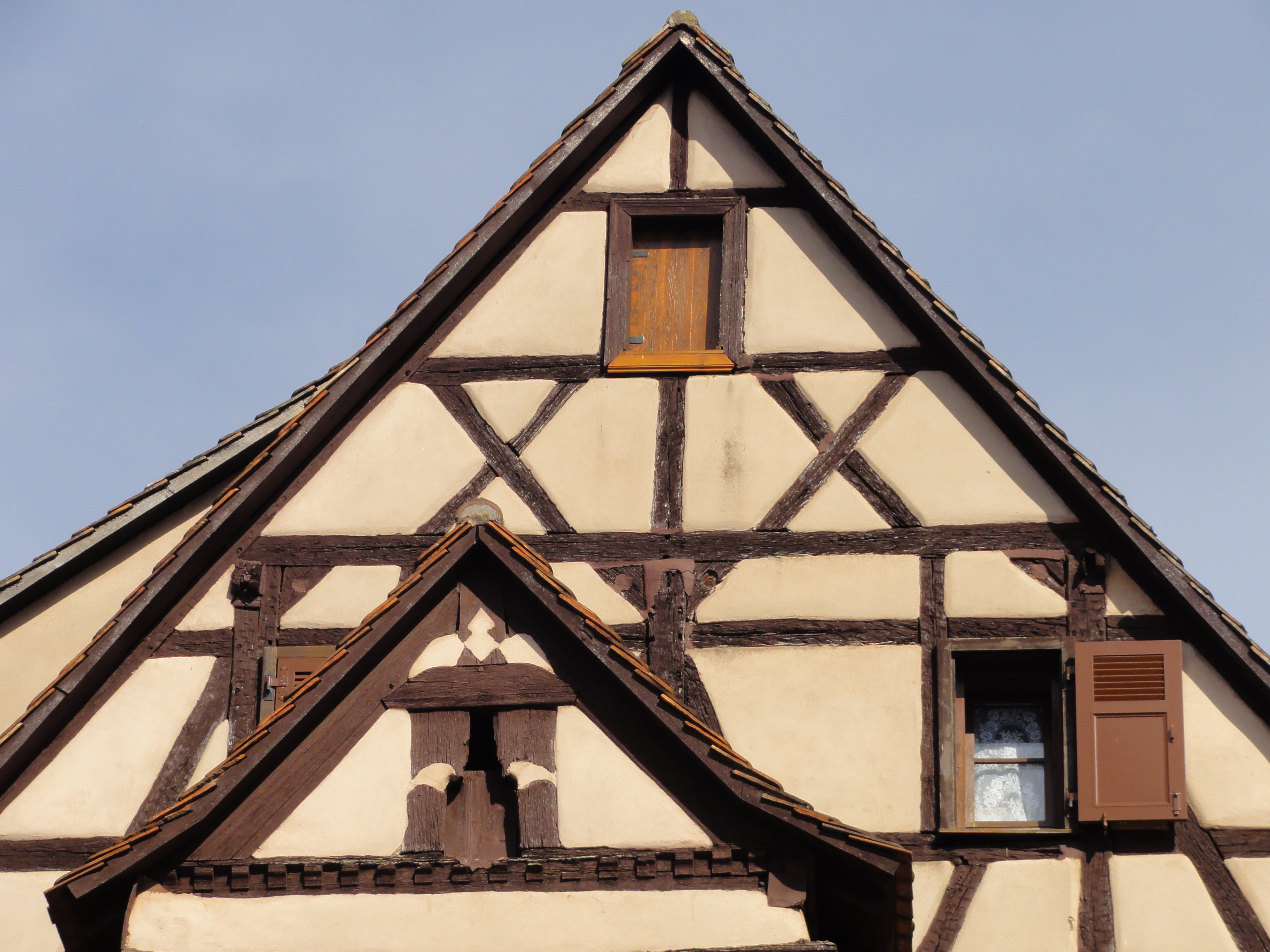
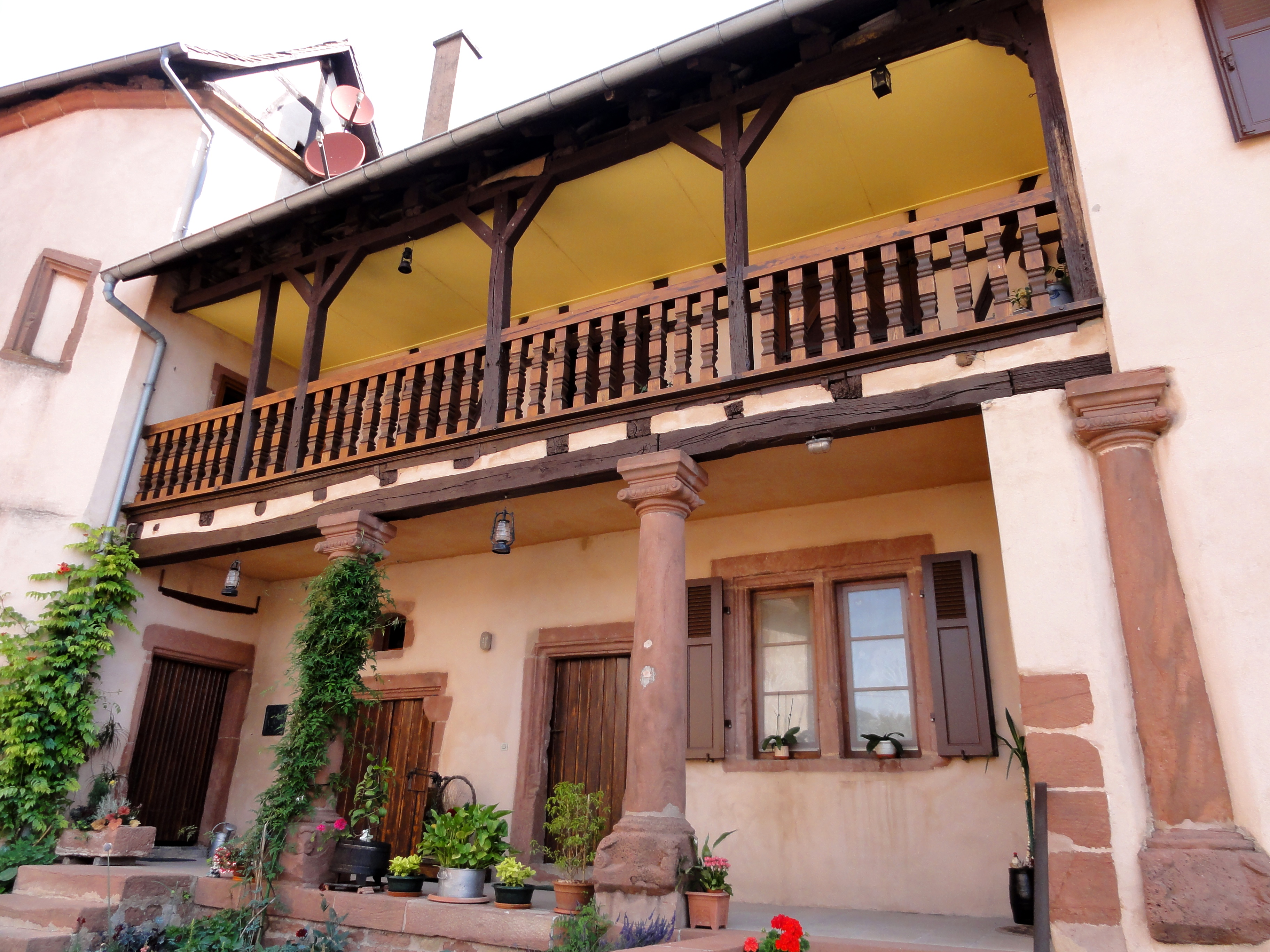